# پاستیل
پاستیل گونه‌ای شیرینی کوچک و لاستیکی مانند می‌باشند. گونه‌های اصلی و قدیمی پاستیل‌ها از شکر، شربت گلوکز، طعم‌دهنده‌ها، رنگ‌های خوراکی و ژلاتین ساخته شده‌اند. به‌کارگیری ژلاتین در ساخت و تولید پاستیل باعث می‌شود که به پاستیل حالت ژله‌ای بدهد و هنگام خوردن در دهان آب شود و باعث چسبناکی آن شود.
دانشمندان تایمز در مورد افزودن یک جایگزین قند دوست با دندان، به نام زایلیتول به پاستیل برای مبارزه با پوسیدگی دندان پژوهش کرده‌اند.